# Газети Кенії
Це список газет Кенії .Тут наданий динамічний перелік і, можливо, ніколи не зможе задовольнити конкретні стандарти щодо повноти. Ви можете допомогти, розширивши його за допомогою надійно встановлених записів та посилань на джерела 

## Список газет
| Місто   | Газета                                               | Видавець                        | Сайт                                                           |
| ------- | ---------------------------------------------------- | ------------------------------- | -------------------------------------------------------------- |
| Найробі | Щоденна нація                                        | Nation Media Group              | [Архівовано 22 вересня 2019 у Wayback Machine.]                |
| Найробі | КСН                                                  | Мережа супутникових новин Кенії | [Архівовано 7 червня 2022 у Wayback Machine.]                  |
| Найробі | Стандарт                                             | Standard Group Limited          | [Архівовано 28 вересня 2011 у Wayback Machine.]                |
| Найробі | Східноафриканська                                    | Nation Media Group              | [Архівовано 23 серпня 2011 у Wayback Machine.]                 |
| Найробі | The Kenya Times                                      |                                 |                                                                |
| Найробі | Інформер на південь від Сахари (загальнонаціональна) |                                 |                                                                |
| Найробі | Тайфа Лев                                            | Nation Media Group              | [Архівовано 2 листопада 2019 у Wayback Machine.] (на суахілі ) |
| Найробі | Бізнес щодня                                         | Nation Media Group              | [Архівовано 6 травня 2021 у Wayback Machine.]                  |
| Найробі | Зірка                                                | Радіоафриканська група          | [Архівовано 4 січня 2020 у Wayback Machine.]                   |
| Найробі | Люди                                                 | Media Max Limited               | [Архівовано 7 серпня 2018 у Wayback Machine.]                  |
| Момбаса | Тиждень узбережжя                                    | Coast Week Limited              | [Архівовано 29 грудня 2019 у Wayback Machine.]                 |
| Найробі | KDRTV Kenya News                                     | KDRTV                           | [Архівовано 7 січня 2020 у Wayback Machine.]                   |

## Дивись також
- Туризм у Кенії
- Телекомунікації в Кенії

## Зовнішні посилання
- Karen Fung, African Studies Association (ред.). News (by country): Kenya. Africa South of the Sahara. USA. Архів оригіналу за 18 червня 2018. Процитовано 6 січня 2020. Annotated directory
- Kenya Indexing Project. Nairobi. Архів оригіналу за 20 вересня 2014. Процитовано 8 червня 2022. Index of the articles published in Nairobi newspapers since 1980
- Newspapers Held in Microform: Kenya (PDF). Cooperative Africana Materials Project. United States: Center for Research Libraries. 2012. Архів оригіналу (PDF) за 3 серпня 2020. Процитовано 6 січня 2020.